# Gunnar Gjukason
Gunnar (Gundahar,  Gundahari, tyska Gunther, latin Gundaharius eller Gundicharius, fornengelska Gúðere, fornnordiska Gunnarr)  var en halvt mytologisk kung av Burgund under tidigt 400-tal. Legender om honom finns nedtecknade i latinska, medeltida medelhögtyska, fornnordiska, och fornengelska texter, som särskilt rör relationer med Sigurd Fafnesbane (Siegfried på tyska) och hans död genom förräderi av hunnern Attila (Atle i fornnordisla sagor).

## Gunnar Gjukason i nordisk mytologi
Gunnar Gjukason (på nysvenska Gjukesson) är i nordisk mytologi en dödlig människa som svär fostbrödralag med Sigurd Fafnesbane. Han är son till Gjuke och Grimhild.
Sigurd och Gunnar räddar Brynhild som de både åtrår, medan hon, å sin sida, åtrår Sigurd. Han är dock trolovad med Gunnars syster Gudrun och besvarar därför inte hennes känslor. Av svartsjuka driver Brynhild Gunnar och hans bröder till att mörda Sigurd, varpå Gunnar blir ägare till Andvares guldskatt. Hunnernas konung Atle gifter sig med Gudrun och lockar Gunnar och dennes bror Högne till sig. De gräver ner sin skatt i floden Rhen innan de tillfångatas och dödas av Atle. Rhenguldet har aldrig återfunnits.